# Mistrzostwa Europy w Kolarstwie Torowym 2014
Mistrzostwa Europy w Kolarstwie Torowym 2014 odbyły się między 16 – 19 października 2014 roku w hali Vélodrome Amédée Détraux we francuskim Baie-Mahault.

## Medaliści

### Mężczyźni
| Konkurencja                        | Złoto                                                                          | Srebro                                                              | Brąz                                                                      |
| ---------------------------------- | ------------------------------------------------------------------------------ | ------------------------------------------------------------------- | ------------------------------------------------------------------------- |
| Wyścig punktowy                    | Benjamin Thomas                                                                | Liam Bertazzo                                                       | Henning Bommel                                                            |
| Sprint indywidualny                | Grégory Baugé                                                                  | Damian Zieliński                                                    | Robert Förstemann                                                         |
| Wyścig indywidualny na dochodzenie | Andrew Tennant                                                                 | Aleksandr Jewtuszenko                                               | Kersten Thiele                                                            |
| 1000 m                             | Callum Skinner                                                                 | Joachim Eilers                                                      | Quentin Lafargue                                                          |
| Omnium                             | Elia Viviani                                                                   | Jonathan Dibben                                                     | Unai Elorriaga                                                            |
| Keirin                             | Joachim Eilers                                                                 | Matthijs Buchli                                                     | Dienis Dmitrijew                                                          |
| Madison                            | Austria Andreas Graf · Andreas Müller                                          | Belgia Kenny De Ketele · Otto Vergaerde                             | Francja Morgan Kneisky · Vivien Brisse                                    |
| Scratch                            | Otto Vergaerde                                                                 | Eloy Teruel                                                         | Edward Clancy                                                             |
| Sprint drużynowy                   | Niemcy Tobias Wachter · Robert Förstemann · Joachim Eilers                     | Francja Grégory Baugé · Michaël D’Almeida · Kévin Sireau            | Rosja Dienis Dmitrijew · Nikita Szurszin · Pawieł Jakuszewski             |
| Wyścig drużynowy na dochodzenie    | Wielka Brytania Owain Doull · Jonathan Dibben · Edward Clancy · Andrew Tennant | Niemcy Henning Bommel · Kersten Thiele · Nils Schomber · Leon Rohde | Rosja Artur Jerszow · Iwan Kowalow · Jewgienij Kowalow · Aleksandr Sierow |

### Kobiety
| Konkurencja                        | Złoto                                                                                        | Srebro                                                                                   | Brąz                                                                               |
| ---------------------------------- | -------------------------------------------------------------------------------------------- | ---------------------------------------------------------------------------------------- | ---------------------------------------------------------------------------------- |
| Wyścig punktowy                    | Eugenia Bujak                                                                                | Kelly Druyts                                                                             | Elena Cecchini                                                                     |
| Sprint indywidualny                | Anastasija Wojnowa                                                                           | Tania Calvo                                                                              | Kristina Vogel                                                                     |
| Wyścig indywidualny na dochodzenie | Katie Archibald                                                                              | Mieke Kröger                                                                             | Vilija Sereikaitė                                                                  |
| 500 m                              | Anastasija Wojnowa                                                                           | Elis Ligtlee                                                                             | Miriam Welte                                                                       |
| Omnium                             | Laura Trott                                                                                  | Jolien D’Hoore                                                                           | Anna Knauer                                                                        |
| Keirin                             | Kristina Vogel                                                                               | Jelena Brieżniwa                                                                         | Shanne Braspennincx                                                                |
| Scratch                            | Jewgienija Romaniuta                                                                         | Laurie Berthon                                                                           | Elena Cecchini                                                                     |
| Sprint drużynowy                   | Rosja Jelena Brieżniwa · Anastasija Wojnowa                                                  | Niemcy Kristina Vogel · Miriam Welte                                                     | Holandia Elis Ligtlee · Shanne Braspennincx                                        |
| Wyścig drużynowy na dochodzenie    | Wielka Brytania Laura Trott · Joanna Rowsell · Elinor Barker · Ciara Horne · Katie Archibald | Rosja Tamara Bałabolina · Irina Moliczewa · Aleksandra Gonczarowa · Jewgienija Romaniuta | Włochy Simona Frapporti · Beatrice Bartelloni · Tatiana Guderzo · Silvia Valsecchi |

## Tabela medalowa
| Miejsce | Państwo         | złoto | srebro | brąz | Razem |
| ------- | --------------- | ----- | ------ | ---- | ----- |
| 1.      | Wielka Brytania | 6     | 1      | 1    | 8     |
| 2.      | Rosja           | 4     | 3      | 3    | 10    |
| 3.      | Niemcy          | 3     | 4      | 6    | 13    |
| 4.      | Francja         | 2     | 2      | 2    | 6     |
| 5.      | Belgia          | 1     | 3      | 0    | 4     |
| 6.      | Włochy          | 1     | 1      | 3    | 5     |
| 7.      | Polska          | 1     | 1      | 0    | 2     |
| 8.      | Austria         | 1     | 0      | 0    | 1     |
| 9.      | Holandia        | 0     | 2      | 2    | 4     |
| 10.     | Hiszpania       | 0     | 2      | 1    | 3     |
| 11.     | Litwa           | 0     | 0      | 1    | 1     |